# Dimitri Vegas & Like Mike
Dimitri Vegas & Like Mike – belgijski projekt muzyczny, który od 2007 tworzą bracia Dimitri oraz Michael Thivaiosowie, DJ-e i producenci muzyczni.
W 2015 i w 2019 zajęli pierwsze miejsce w zestawieniu „DJ Mag Top 100 DJs” magazynu DJ Magazine. Trzykrotni laureaci Europejskiej Nagrody Muzycznej MTV dla najlepszego belgijskiego wykonawcy.
W grze Mortal Kombat 11, postać Sub-Zero posiada dwie skórki nawiązujące do Dimitriego Vegasa.

## Historia
Dimitri Thivaios (ur. 17 maja 1982) i  Michael Thivaios (ur. 2 grudnia 1985) urodzili się w Antwerpii, są synami Belgijki i greckiego emigranta. Dorastali w Willebroek na przedmieściach Antwerpii. Posługują się wszystkimi urzędowymi językami Belgii, tj. holenderskim, francuskim oraz niemieckim, ponadto biegle znają języki grecki oraz angielski.
Pierwsze kroki w produkcji muzyki stawiali między 14. a 15. rokiem życia. W początkowych latach kariery odnotowali kilka występów w niewielkich lokalnych klubach, a także byli DJ-ami w belgijskiej stacji radiowej BeatFM. W 1999 Dimitri opuścił Belgię i rozpoczął solową karierę DJ-a, podróżując stale po Europie – najpierw mieszkał na Majorce, następnie w Grecji (skąd pochodzi jego ojciec), a w 2003 przeniósł się na Ibizę, gdzie koncertował w największych klubach, takich jak Privilege czy Space. Przed powstaniem zespołu Michael występował solowo jako raper.
W 2007 bracia połączyli siły, by stworzyć projekt Dimitri Vegas & Like Mike. W 2008 ich remiks piosenki „Work That Body” zwrócił uwagę Axwella, szwedzkiego pioniera sceny house, który zaproponował im stworzenie remiksu do utworu Abela Ramosa „Rotterdam City of Love”. Nagranie zostało wydane w wytwórni Axtone Records. W kolejnych latach styl muzyczny projektu ewoluował z brzmień house i tech house w muzykę definiowaną jako EDM - electro house, bigroom house oraz dutch house. Popularność duetu windowały utwory, takie jak „Mammoth”, „The Way We See the World” czy „Wakanda”.
Mają znaczny wkład w rozwój i wizerunek festiwalu muzyki klubowej Tomorrowland. W 2010 wystąpili jako jego gospodarze, z czym łączyło się także wydanie dedykowanego hymnu festiwalu, którym został utwór „Tomorrow (Give Into The Night)”, powstały przy udziale szwedzkiego projektu Dada Life i brytyjskiej wokalistki Tary McDonald. W 2011 duet ponownie stworzył hymn festiwalu, którym została piosenka „The Way We See The World”, powstała wraz z Afrojackiem i NERVO. Singiel zajął wysokie miejsca na światowych listach przebojów. W następnych latach duet komponował kolejne hymny festiwalu („Tomorrow Changed Today” w 2012, „Chattahoochee” w 2013 czy „Waves” w 2014, nagrany z projektem W&W).

## Kontrowersje
Największe kontrowersje i falę krytyki budzą doniesienia, jakoby liczne utwory projektu Dimitri Vegas & Like Mike były wyprodukowane „na zlecenie” (ang. ghost-produced). Podstawy do krytyki dały doniesienia z sierpnia 2013, kiedy portale internetowe skupione na muzyce klubowej obiegły informacje, że singiel „Wakanda”, wydany wcześniej na początku roku nakładem Axtone Records, nie został wyprodukowany, jak sugeruje tytuł, wyłącznie przez braci, lecz przede wszystkim przez znanego w środowisku producentów specjalistę od produkcji utworów na zlecenie dla wielu znanych nazwisk Maartena Vorwerka. Wywołało to dyskusję na temat wiarygodności wizerunku medialnego projektu Dimitri Vegas & Like Mike oraz innych znanych producentów EDM, takich jak Sandro Silva, Quintino, Jacob van Hage czy Danny Avila. Bracia nigdy nie odnieśli się bezpośrednio do tych doniesień, choć strony internetowe gromadzące informacje o pełnym składzie producentów mówią jasno – Maarten Vorwerk był kluczowym producentem utworu „Wakanda”.

## Dyskografia

### Albumy kompilacyjne
- Smash the House! (2010)
- Tomorrowland Anthems – The Best of (2016)
- Too Much (2021)
- Heard About Me (2021)

### Ścieżki dźwiękowe
- Bringing Home the Madness (2013)
- Bringing the World the Madness (2014)
- Asia Tour 2016 Edition (2016)
- Bringing the Madness (2016)